# Matthew Kelly
Matthew Kelly, également connu sous le nom de Matt Kelly, est un musicien, un chanteur et un compositeur  américain. Il joue de la guitare et de l'harmonica. Il est surtout connu pour avoir dirigé le groupe de rock Kingfish, avec Bob Weir du Grateful Dead.

## Carrière
Matthew Kelly a commencé sa carrière musicale vers la fin des années 60, jouant l'harmonica avec des  artistes  de blues  connus  comme  Mel Brown, Champion Jack Dupree, Johnny Lee Hooker, and T-Bone Walker.Pendant cette période, Matthew Kelly a participé au début du rock dans la célèbre région  de la San Francisco Bay Area.  Il a joué de la guitare électrique et de l'harmonica dans plusieurs groupes de rock psychédélique de la South Bay avec les musiciens Dave Torbert and Chris Herold.
Plus tard, Matthew Kelly a habité en Angleterre. Il a été  membre du groupe de rock gospel "Gospel Oak". De retour en Californie, il a recommencé sa collaboration avec Dave Torbert, qui jouait alors  de la basse dans le groupe New Riders of the Purple Sage. Matthew Kelly "traînait " avec un ami de jeunesse, Bob Weir  du Grateful Dead. À cette période, Matthew Kelly a joué comme musicien invité avec New Riders of the Purple Sage ou Grateful Dead. Il est apparu à l'harmonica sur une chanson de l'album Wake of the Flood du Grateful Dead sorti en 1973.
En 1974, l'activité du Grateful Dead a été suspendu et Bob Weir  est devenu  membre à part entière de Kingfish,. En 1976, Grateful Dead ont repris les tournée et Bob Weir  a quitté Kingfish.  Bob Weir a continué de jouer de temps en temps avec Kingfish. 
En 1978, Matthew Kelly a joué sur plusieurs morceaux sur l'album  Shakedown Street du Grateful Dead. Il a également joué avec  Grateful Dead sur plusieurs chansons lors du concert du 31 décembre 1978 qui a donné naissance à un  CD et à un DVD nommé The Closing of Winterland.
Kingfish  a été suspendu  pendant un certain temps en 1980.En 1981, Matthew Kelly  a participé à la création de Bobby and the Midnites  cré par Bob Weir avec Brent Mydland, Billy Cobham, Alphonso Johnson, et le Bobby Cochran. Il a joué sur le premier album du groupe qui porte le nom du groupe. 
En 1984,  Matthew Kelly reforme Kingfish. Depuis, Matthew Kelly  mene le groupe dont la composition a évolué. Il a participé aux tournées et aux enregistrements du groupe. En 1987, Matthew Kelly a sorti  un album solo, A Wing and a Prayer.
En 1995, Bob Weir  a formé un nouveau groupe  Ratdog. Matthew Kelly en a été  membre dès l'origine avec Rob Wasserman and Jay Lane.  Matthew Kelly a joué la guitare et l'harmonica dans Ratdog jusqu'en 1998.
Actuellement Kingfish continue une existence intermittente, mené par Matthew Kelly. En 1999, le groupe a sorti  un album  studio, Sundown on the Forest. Ils ont également réalisé des albums live à partir d'anciens enregistrements.